# Петер Йонас Бергіус
Петер Йонас Бергіус (швед. Peter Jonas Bergius; 6 липня 1730 — 10 липня 1790) — шведський ботанік та лікар.

## Біографія
Петер Йонас Бергіус народився 6 липня 1730 року у лені Крунуберг.
E 1746 році Бергіус став студентом у Лунді.
Учень Карла Ліннея. У 1750 році в Уппсальському університеті під керівництвом Ліннея захистив дисертацію на тему Semina Muscorum Detecta, яка згодом була видана у другому томі збірки дисертацій Amoenitates Academicae.
У 1758 році Петер Бергіус був обраний членом Шведської королівської академії наук, у 1770 році — членом Лондонського королівського товариства. У 1776 році він став почесним членом Петербурзької академії наук, а у 1785 — іноземним почесним членом Американської академії мистецтв і наук.
Свою бібліотеку та Бергіанський ботанічний сад (Bergianska trädgården) Бергіус заповів Академії наук у Стокгольмі.
Петер Йонас Бергіус помер у Стокгольмі 10 липня 1790 року.

## Окремі наукові праці
- Materia Medica e Regno Vegetabili P. J. Bergius, 2 volúmenes, 1778, 2ª edic. 1782.
- Descriptiones plantarum ex Capite Bonae Spei (лат.). Stockholm. Lars Salvius. 1767.

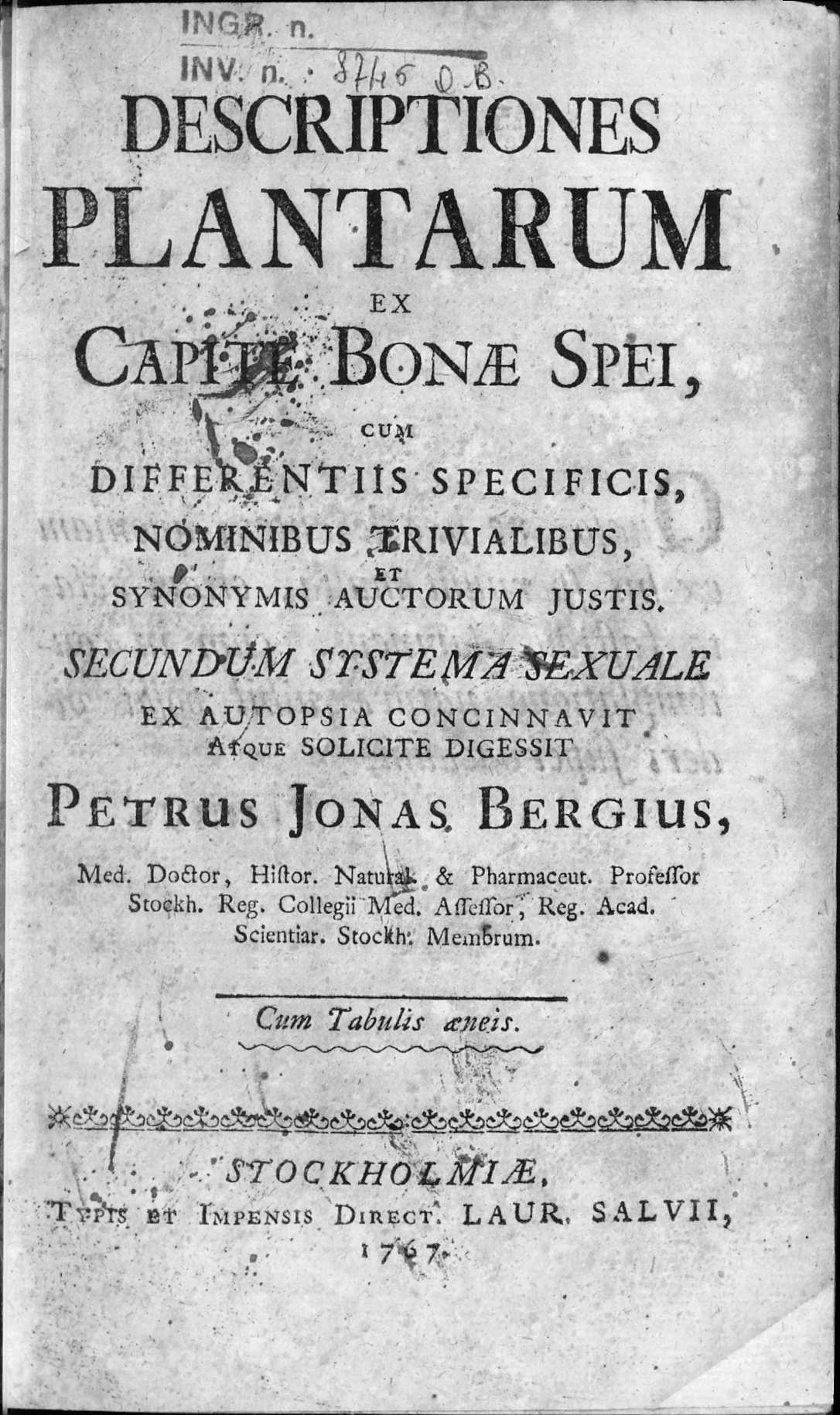
Descriptiones plantarum ex Capite Bonae Spei, 1767

## Вшанування пам'яті
У 1777 році Карл Лінней у своїй праці «Mantissa Plantarum Altera» назвав на честь Петера Бергіуса рід рослин Bergia родини Повойничкові (Elatinaceae).